# Ими
Ими — один из царей Аккадской империи с 2193 по 2190 год до н. э., он упоминается в списке шумерских царей вместе с тремя другими царями (Игиги, Элулу и Нанум). В списке сначала спрашивается, кто на самом деле был королем в тот период, после чего названы четыре короля с пометкой, что они правили вместе в течение трёх лет. Вероятно, что Ими правил в Аккаде лишь номинально, признавая над собой власть племён гутиев.
В 2212 году до нашей эры Аккадская империя была разорена набегами гутиев, что вызвало проблемы внутри Империи. Король Шар-Кали-Шарри (Šar-kali-šarri, сын Naram-Sin (правил 2218—2193)) в 2193 году до н. э. умер, и в империи воцарился хаос, власть захватили Четыре короля. Ими и трёх других королей сменил король Дуду (правил 2190—2169), хотя область его власти, вероятно, сократилась до области непосредственно вокруг столицы Аккада.